# Teorema de la progressió aritmètica

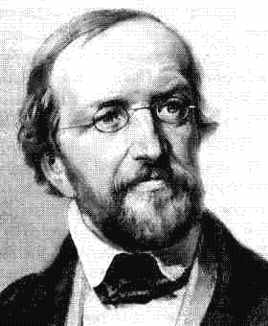
Johann Peter Gustav Lejeune Dirichlet, autor de teorema

En matemàtiques, i més particularment en teoria dels nombres, el teorema de la progressió aritmètica, a causa del matemàtic alemany Johann Peter Gustav Lejeune Dirichlet, s'enuncia de la manera següent:
| Per a tots els naturals no nuls n i m primers entre ells, la progressió aritmètica {\displaystyle a_{i}=n+i\cdot m}, conté una infinitat de nombres primers. |

el que és equivalent a l'enunciat següent:
| Per a tots els naturals n i m primers entre ells, la classe de n mòdul m conté una infinitat de nombres primers |

Aquest teorema fa servir a la vegada els resultats de l'aritmètica modular i els de la teoria analítica dels nombres.
___________________________________________________________________________________________________________________________________________
Dit d'una manera més fàcil:
Una progressió aritmètica és un tipus de successió, és a dir, una col·lecció ordenada i infinita de nombres reals, on cada terme s'obté sumant una quantitat constant a l'anterior.
Exemple:
2, 5, 8, 11, 14...
Si calculem la diferència entre cada terme i l'anterior:
2/5 --> 3 5/8 --> 3 8/11--> 3 11/14 --> 3
Sempre es troba que aquestes diferències valen el mateix valor (3). Cada terme s'obté sumant a l'anterior un mateix nombre.
___________________________________________________________________________________________________________________________________________

## Significat del teorema
Aquest teorema generalitza el teorema d'Euclides segons el qual existeix una infinitat de nombres primers. Indica que si es construeix una taula com la següent, llavors certes files tindran com a màxim nombre primer, (indicat en vermell a la figura) i serà, si existeix, sempre a primera columna. Aquesta configuració es presenta aquí per a les línies que comencen per 3, 6 i 9. Les altres contindran sempre un nombre infinit de nombres primers (aquí les que tenen de primer element 1, 2, 4, 5, 7 i 8).
Les línies que contenen com a màxim un nombre primer són aquelles el primer valor de les quals conté un divisor comú amb el primer nombre de l'última fila.
Es pot anar més lluny. La repartició estadística és gairebé la mateixa en cada línia. I com més llarga és la línia, estadísticament més s'assemblen les reparticions, per tendia a la igualtat en l'infinit. Vist sota aquest angle, els nombres primers estan ben ordenats de manera destacable. Aquest resultat es demostra pel teorema de densitat de Txebotarev una generalització del treball de Dirichlet. En l'exemple citat, les línies que comencen amb un enter primer amb 9 en contenen entre 5 i 8, o sigui una variació inferior al 40%. Per altra banda, si el quadre es perllonga fins al valor 1.000, llavors la quantitat de nombres primers a les columnes que en contenen infinits no varia més que de 26 a 29, o sigui una variació de menys del 10%.
Una altra anàlisi és l'estudi de l'aparició del primer nombre primer en una fila; és l'objecte del Teorema de Línnik.
| 1 | 10 | 19 | 28 | 37 | 46 | 55 | 64 | 73 | 82 | 91 | 100 | 109 | 118 | 127 | 136 | 145 |
| 2 | 11 | 20 | 29 | 38 | 47 | 56 | 65 | 74 | 83 | 92 | 101 | 110 | 119 | 128 | 137 | 146 |
| 3 | 12 | 21 | 30 | 39 | 48 | 57 | 66 | 75 | 84 | 93 | 102 | 111 | 120 | 129 | 138 | 147 |
| 4 | 13 | 22 | 31 | 40 | 49 | 58 | 67 | 76 | 85 | 94 | 103 | 112 | 121 | 130 | 139 | 148 |
| 5 | 14 | 23 | 32 | 41 | 50 | 59 | 68 | 77 | 86 | 95 | 104 | 113 | 122 | 131 | 140 | 149 |
| 6 | 15 | 24 | 33 | 42 | 51 | 60 | 69 | 78 | 87 | 96 | 105 | 114 | 123 | 132 | 141 | 150 |
| 7 | 16 | 25 | 34 | 43 | 52 | 61 | 70 | 79 | 88 | 97 | 106 | 115 | 124 | 133 | 142 | 151 |
| 8 | 17 | 26 | 35 | 44 | 53 | 62 | 71 | 80 | 89 | 98 | 107 | 116 | 125 | 134 | 143 | 152 |
| 9 | 18 | 27 | 36 | 45 | 54 | 63 | 72 | 81 | 90 | 99 | 108 | 117 | 126 | 135 | 144 | 153 |

## Història

### Precedents
L'interès pels nombres primers és antic i omnipresent en la història de les matemàtiques. Euclides (c. 365 – 275 aC) hi consagra el capítol VII del seu llibre els elements. També es poden citar els treballs de Sun Zi o Sun Tzu escrits cap a l'any 300 que estableixen una primera versió del teorema dels residus xinesos i sobretot Qin Jiushao (1202 - 1261) que en desenvolupa una version prou sofisticada per superar el nivell europeu del segle xviii. Es pot citar George Sarton qui el considera com un dels matemàtics més grans de tots els temps.
En 1621 Claude-Gaspard Bachet de Méziriac (1581 - 1638) tradueix el llibre de Diofant d'Alexandria (aproximadament. 200/214 - aproximadament. 284/298) titulat Arithmetica en llatí i amb notes de Pierre de Fermat (1601 - 1665).

### Cap a una formalització
Leonhard Euler (1707 - 1783) resol diverses equacions diofàntiques que havien quedat obertes el segle precedent. Es poden citar treballs sobre el teorema dels dos quadrats de Fermat o la seva resolució del gran teorema de Fermat per al cas on n és igual a tres, després d'un primer fracàs. En aquest àmbit, es mostra particularment hàbil resolent per primera vegada problemes oberts des de, de vegades, més d'un segle, no és no obstant això innovador. Les eines que fa servir són les de l'antiguitat per a l'aritmètica i les tècniques algebraiques del seu temps.
El 1735, de resultes d'un estudi per a la resolució del Problema de Basilea, Euler étudie des produits infinis. Dos anys més tard, demostra una estranya fórmula que ara s'anomena producte d'Euler. Aquesta fórmula enllaça per exemple un producte infinit de nombres primers amb la superfície d'un cercle. La seva escriptura en sèrie és la de la funció zeta de Riemann. Ofereix a més la primera informació estadística sobre la distribució dels nombres primers.
En 1801 Carl Friedrich Gauss (1777 - 1855) publica els seus cèlebres Disquisitiones arithmeticae. Ofereix les bases d'una teoria algebraica dels nombres, que es diu aritmètica modular. El seu llibre analitza les propietats dels mòduls Z/nZ i per demostrar la llei de reciprocitat quadràtica desenvolupa un cas particular de caràcter d'un grup finit, el dels mòduls si p és un nombre primer. Conjectura el teorema de l'article, sense poder-lo demostrar.

### Aportacions de Dirichlet
En 1837 Dirichlet demostra una primera version del teorema de l'article, suposant que n és primer. L'any següent Demostra el cas on n no és primer i el 1841 generalitza la demostració en els enters de Gauss.
La demostració és d'un interès considerable en aritmètica. Enllaça la nova teoria de Gaussos amb les idees, aparentment tan allunyades, d'Euler. Enriqueix a més cadascuna de les dues branques.
L'aportació algebraica per a la teoria dels nombres consisteix essencialment en el desenvolupament de l'anàlisi harmònica. Dirichlet travallà sobre els descobriments de Joseph Fourier (1768 - 1830). Per a la demostració del seu teorema fa servir els mateixos mètodes, aquesta vegada per a un grup abelià finit. Jacobi (1804 - 1851) diu d'ell: Aplicant les sèries de Fourier a la teoria dels nombres, Dirichlet ha trobat recentment resultats que arriben als cims de la perspicàcia humana. La teoria dels caràcters d'un grup finit per al cas abelià queda pràcticament completada.
La seva aportació en anàlisi és no menys innovadora. A cada caràcter, associa un producte infinit anàleg al d'Euler. Demostra l'equivalència d'aquests productes a les sèries, ara anomenat sèrie L de Dirichlet un cas particular del qual és la funció de Riemann. L'essència de la demostració consisteix llavors a determinar si la unitat és o no és una arrel d'aquestes sèries. On es reconeix, l'analogia profunda amb la hipòtesi de Riemann. Aquest article marca el naixement d'una nova branca de les matemàtiques: la teoria analítica dels nombres amb les seves eines fonamentals: els productes d'Euler, o les sèries L de Dirichlet i la seva íntima relació amb l'aritmètica modular.

## Demostració
Aquí, n designa un nombre estrictament positiu i m una classe del grup de les unitats de l'anell Z/nZ. L'objectiu és demostrar que m conté una infinitat de nombres primers. P designa el conjunt dels nombres primers, S el semi-pla complex en el qual tots els elements tenen una part real que és estrictament superior a 1 i s un nombre complex element de S. Si c designa un complex, c* designa el seu conjugat.
El grup de les unitats de Z/nZ es designa per la lletra U, un caràcter de Dirichlet pel símbol χ i el grup dels caràcters {\displaystyle \scriptstyle {\widehat {U}}}.

### La funció ω (s,u)
L'objectiu és definir una funció ω, amb valors a SxU el comportament de la qual determina el cardinal del conjunt dels nombres primers inclosos en m.
- La funció, ω de SxU en el conjunt dels nombres complexos i definida per la fórmula següent és absolutament convergent sobre el seu àmbit de definició.

- Si m no conté més que un nombre finit de nombres primers llavors té un límit en (1, m).

Una vegada establerta aquesta proposició, n'hi ha prou amb demostrar que la funció discrepa en 1 per demostrar el teorema.

### Reubicació dels nombres primers
La dificultat resideix en el fet que el sumatori no es fa més que sobre els nombres primers inclosos en m. Euler subministra una mesura de la quantitat dels nombres primers, però cobreix integralment Z.
Tanmateix, la funció ωdepèn d'un paràmetre 'u element d'un grup abelià finit. Ara bé tal grup posseeix una anàlisi harmònica potent, les funcions trigonomètriques són reemplaçades pels caràcters i es disposa d'una transformada de Fourier i del teorema de Plancherel, això permet desplaçar el conjunt dels nombres primers:
- La funció ω és igual a l'expressió següent sobre el seu domini de definició:

La demostració es dona en el paràgraf Producte d'Euler de l'article Caràcter de Dirichlet.

### Producte d'Euler
L'expressió conté un producte d'Euler, és tanmateix més senzill tractar una sèrie tradicional. Ara bé Euler va establir un càlcul que permet una transformació dels productes d'aquest tipus en sèrie més clàssica.
- La funció ω sobre el seu domini de definició és igual a l'expressió següent:

La demostració es donarà en el paràgraf Caràcter de Dirichlet de l'article principal.

### Sèrie L de Dirichlet
La constant χ(u)* és una arrel de la unitat, per tant no s'anul·la mai. Manca conèixer el comportaments de les funcions L(s, χ) l'entorn del punt 1. Aquestes funcions es diuen sèrie L de Dirichlet. Si χ és el caràcter principal, és proporcional a la funció zeta de Riemann i és en conseqüència divergint en el punt 1. En canvi, si no és el caràcter principal la seva sèrie associada és definida i no nul·la en 1. El que permet enunciar la proposició següent:
- Per a tot valor de u en el grup de les unitats diferent de 1, la funció ω convergeix quan s tendeix cap a 1 vers un valor diferent de zero.

La demostració es donarà en el paràgraf Comportament al punt 1 de l'article principal.
Això permet concloure la demostració. Si m no contingués més que un nombre finit de nombres primers llavors la funció convergiria segons el primer paràgraf de la demostració. Ara bé divergeix, ja que és suma d'una funció divergent i d'un nombre finit de funcions convergents.